# Сэттер, Дэвид
Дэвид Сэттер (англ. David Satter; 1 августа 1947) — американский журналист, специализирующийся на тематике СССР и России.

## Биография
Дэвид Сэттер родился 1 августа 1947 года в Чикаго. Окончил Чикагский университет и Оксфордский, где получал стипендию Родса.

## Карьера
С 1976 по 1982 годы был специальным корреспондентом Financial Times в Москве. Свободно владея русским языком, мог общаться с гражданами СССР. В 1979 году советские власти попытались выслать его из СССР, однако после предупреждения от США и Великобритании, когда те заявили, что вышлют советских корреспондентов, отказались от этого намерения. В марте 1980 года Сэттер сообщил об утечке спор сибирской язвы на военном объекте в Свердловске, что впоследствии было подтверждено Борисом Ельциным, который в то время был первым секретарём обкома КПСС.
В 1982 году он вернулся в США и стал работать в The Wall Street Journal экспертом по СССР. В настоящее время он является старшим научным сотрудником в Институте Хадсона, а также в Школе фундаментальных международных исследований при Университете Джонса Хопкинса.
В своих статьях Дэвид Сэттер неоднократно критиковал советские власти за проводимую ими политику и призывал международное сообщество влиять на них мирными путями.
В постсоветское время он также критиковал власти и Президента России. В частности, в статье 1993—1994 годов «Ельцин: тень сомнения» он критиковал ельцинское использование силы против российского парламента и предупредил, что «он (Ельцин) укрепил русскую традицию неуважения к компромиссу и доверие силе, которая с течением времени может стать противоположностью прогресса всех демократических сил».
В книге «Тьма на рассвете» Сэттер утверждал, что за взрывами многоквартирных домов в Москве и Волгодонске стоит ФСБ. Он также появлялсе в фильме режиссёра Андрея Некрасова «Недоверие», где также утверждал, что за взрывами домов стоит ФСБ.
С сентября 2013 года он работал в Москве сотрудником радио «Свобода». В декабре 2013 года Дэвид Сэттер выехал в Киев и намеревался обратиться в российское посольство для продления визы, однако ему было отказано в получении российской визы без объяснения причин. Сообщили только, что: «Компетентные органы решили, что Ваше дальнейшее присутствие на российской территории нежелательно».
Позже МИД разъяснило причину, по которой было отказано в выдаче визы: 

 Ему было отказано в многократной визе на основании грубого нарушения российского миграционного законодательства. Фактически с 22 по 26 ноября 2013 г. этот гражданин США находился на территории России незаконно. — МИД России
По мнению британской газеты The Times, причиной отказа на въезд в Россию послужила книга Сэттера 2003 года Darkness at Dawn, в которой утверждается, что взрывы жилых домов в Москве были провокацией ФСБ, спланированной для того, чтобы объединить Россию вокруг Владимира Путина.
Дэвид Сэттер намеревается обжаловать решение Таганского районного суда Москвы и вернуться в Россию.
Член консультативного совета Hudson Institute’s Kleptocracy Initiative.
В гражданском браке (с 2017) с Кутеповой Надеждой Львовной (родилась в ЗАТО Озерск (1972); правозащитник (НКО «Планета надежд», признана в РФ «иностранным агентом» (2015); юрист (2019, университет Сорбонна), специализация — ядерный ущерб и закрытые города России; социолог (1999, Уральский государственный университет); лауреат премии «За безъядерной будущее» в категории «Сопротивление» (2011); политическая беженка во Франции (с 2015)).